# NGC 1506
NGC 1506 è una lontana e molto vasta galassia lenticolare (o ellittica) situata nella costellazione del Dorado, a una distanza di circa 492 milioni di anni luce dalla nostra Via Lattea.

## Scoperta
La galassia è stata scoperta il 23 dicembre 1837 dall'astronomo britannico John Herschel.